# Abellá
Abellá (llamada oficialmente Santo Estevo de Abellá) es una parroquia del municipio de Frades, en la provincia de La Coruña, Galicia, España.

## Geografía
Está situado a orillas del río Samo y atravesado por el arroyo de Murio, uno de sus afluentes; colindante con el municipio de Órdenes. Está al O del pico Ouceira y atravesado por el AC-524.

## Entidades de población
Entidades de población que forman parte de la parroquia:
- Ansemonde
- Ar (O Ar)
- Barreiro (O Barreiro)
- Canedo
- Carballal (O Carballal)
- Castro (O Castro)
- Chamuín
- Cheda (A Cheda)
- Corralvello
- Fondevila
- Fontao (O Fontao)
- Fontemouro
- Gándara (A Gándara)
- Gasalla
- Lamela
- Marís
- O Cabezo
- O Pazo
- Quintán
- O Tumbadoiro
- Peñasco (O Pedrouzo)
- Pibideira
- Pomariño (O Pomariño)
- Sobre dos Campos
- Taberna (A Taberna)
- Tañoi
- Vedral

## Demografía
| Gráfica de evolución demográfica de Abellá entre 2000 y 2018 |
|                                                              |
| Población de derecho según el padrón municipal del INE       |

## Equipamiento
Tiene un colegio, un ambulatorio y una farmacia entre otros servicios básicos.

## Festividades
El primer viernes de cada mes, es día de feria en esta parroquia. 

## Monumentos
Entre monumentos más conocidos está el pazo de O Peñasco, situado en la carretera AC-524. Es un pazo construido por Pedro Vázquez Vaamonde, en el siglo XVII. Restaurado más tarde, actualmente se conserva la chimenea y el campanario de la capilla que tiene la casa.